# كاونت جوزيف الكسندر هوبنر
كاونت جوزيف الكسندر هوبنر (بالألمانية: Alexander von Hübner)‏ هو دبلوماسي نمساوي، ولد في 26 نوفمبر 1811 في فيينا في النمسا، وتوفي بنفس المكان في 30 يوليو 1892.